# Saint-Pierre-des-Tripiers
Saint-Pierre-des-Tripiers è un comune francese di 80 abitanti situato nel dipartimento della Lozère nella regione dell'Occitania.

## Società

### Evoluzione demografica
Abitanti censiti